# ZoemZoem
Zoemzoem is een Belgisch honingbier. Het wordt gebrouwen in brouwerij Donum Ignis te Sinaai.
Zoemzoem is een amberkleurig bier van hoge gisting met hergisting op de fles en met een alcoholpercentage van 8%. Zoemzoem werd gelanceerd in april 2012.